# Conté (Stifte)

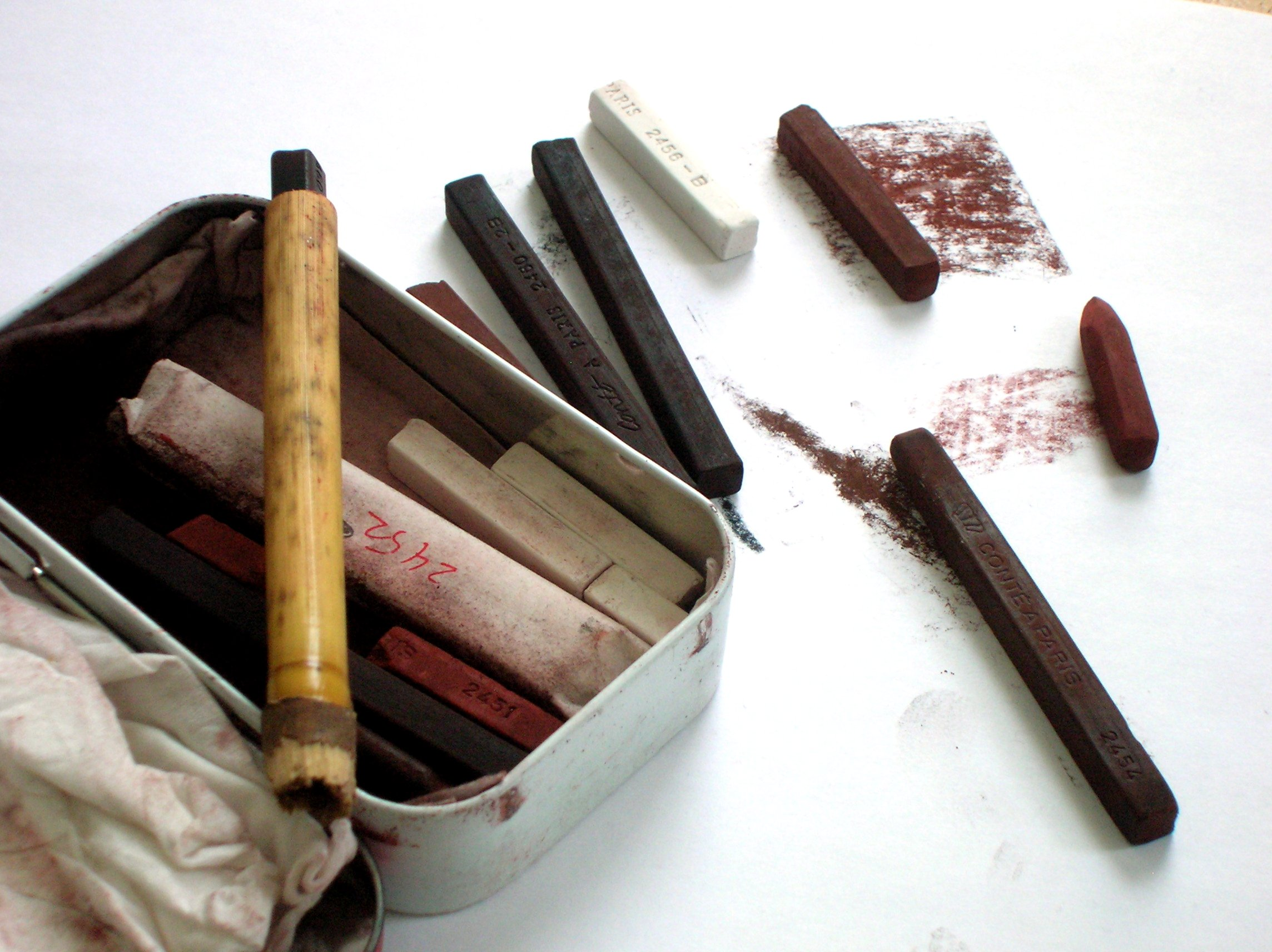
Conté-Stifte

Ein Conté-Stift besteht aus stark gepresster Kreide in Form eines kleinen rechteckigen Stäbchens. Die Farbpalette beschränkt sich hauptsächlich auf die Erdfarben Bister, Sepia und Rötel sowie Schwarz, Weiß und diverse Grautöne. Entwickelt wurde der Stift 1795 von seinem Namensgeber Nicolas-Jacques Conté. 
Conté-Stifte eignen sich ähnlich wie Zeichenkohle für kontraststarke Zeichnungen und sind leicht mit dem Finger verwischbar. Daher werden solche Zeichnungen für gewöhnlich nach der Fertigstellung fixiert.

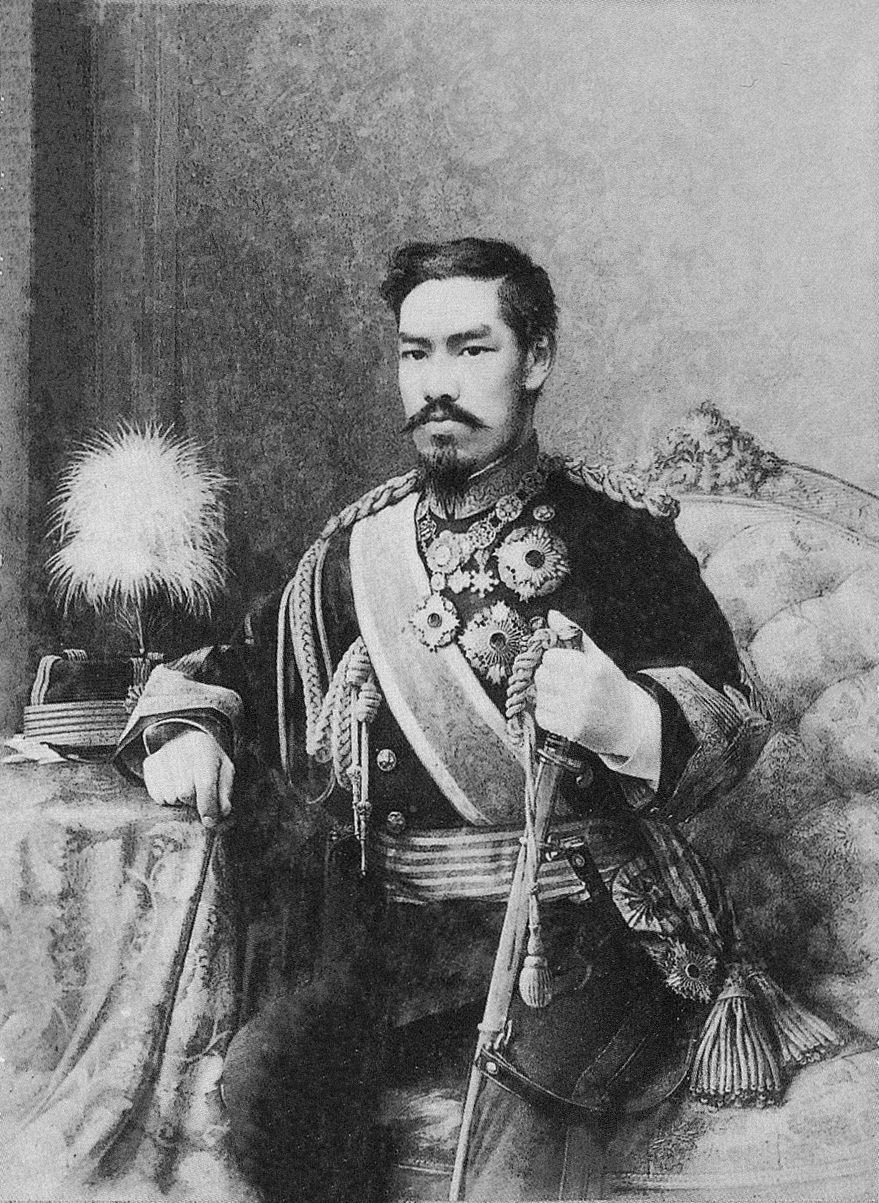
Porträt des Meiji-tennō als Contézeichnung von Edoardo Chiossone, 1888

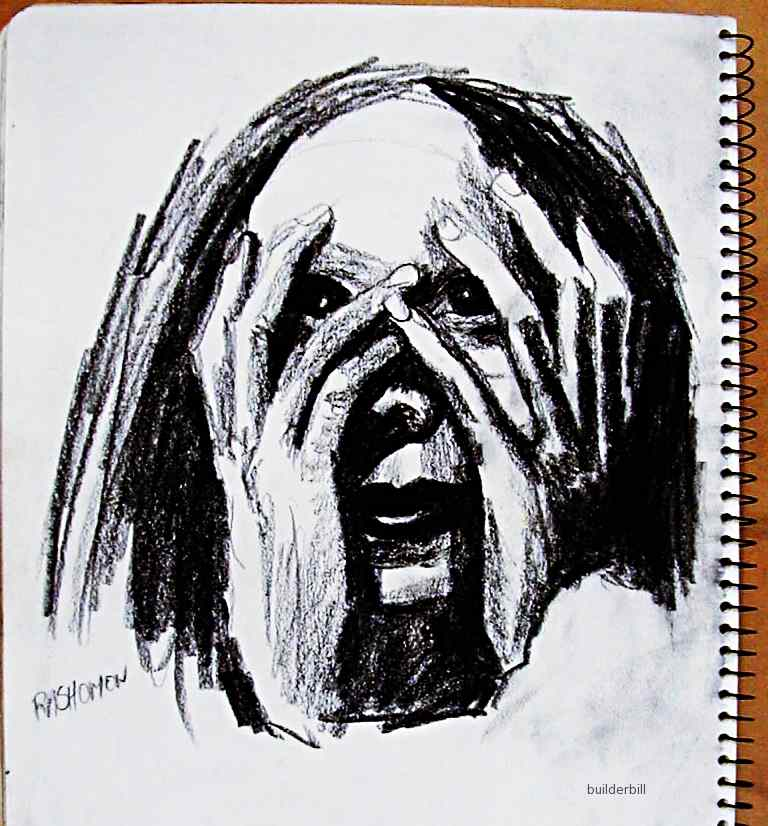
Zeichnung mit schwarzer Conté-Kreide